# Soraya (álbum)
Soraya es el título del cuarto álbum de estudio y único álbum homónimo grabado por la cantautora colombo-estadounidense Soraya. Fue lanzado al mercado por la empresa discográfica EMI Latin el 6 de mayo de 2003.
El álbum Soraya ganó el Premio Grammy Latino al Mejor Álbum Cantautor en la 5°. edición de los Premios Grammy Latinos celebrada el miércoles 1 de septiembre de 2004.

## Lista de canciones
- Todas las canciones escritas y compuestas por Soraya, excepto donde se indica.

| Soraya |                    |                     |          |  |
| N.º    | Título             | Música              | Duración |  |
| 1.     | «Casi»             | Soraya              | 4:06     |  |
| 2.     | «Sólo por ti»      | Soraya              | 4:00     |  |
| 3.     | «Ser amado»        | Soraya              | 4:01     |  |
| 4.     | «Miento»           | Soraya              | 5:13     |  |
| 5.     | «Sin explicación»  | Soraya              | 3:27     |  |
| 6.     | «A tu lado»        | Soraya              | 4:35     |  |
| 7.     | «Espejo»           | Soraya              | 4:01     |  |
| 8.     | «Porque te quiero» | Soraya · J.C. Pérez | 3:24     |  |
| 9.     | «Prisionera»       | Soraya · J.C. Pérez | 3:39     |  |
| 10.    | «Naufrago»         | Soraya              | 3:36     |  |
| 11.    | «Casi» (Acústico)  | Soraya              | 4:11     |  |
| 12.    | «Lie for you»      | Soraya              | 5:16     |  |
| 48:11  |                    |                     |          |  |

## Posicionamiento

### Álbum
| Año  | Trabajo | Lista            | Posición |
| ---- | ------- | ---------------- | -------- |
| 2003 | Soraya  | Latin Pop Albums | 9        |
| 2003 | Soraya  | Top Latin Albums | 25       |

### Sencillos
| Año  | Trabajo       | Lista             | Posición |
| ---- | ------------- | ----------------- | -------- |
| 2003 | «Casi»        | Hot Latin Tracks  | 1        |
| 2003 | «Casi»        | Latin Pop Airplay | 2        |
| 2003 | «Casi»        | Tropical Songs    | 22       |
| 2003 | «Sólo por ti» | Hot Latin Tracks  | 18       |
| 2003 | «Sólo por ti» | Latin Pop Airplay | 13       |
| 2003 | «Sólo por ti» | Tropical Songs    | 26       |

## Créditos y personal
Todos los créditos:
- Soraya — Productor, voz
- Daniel Aranyo — Fotografía
- Charlie Bisharat — Cuerda
- Jorge Borrego — Compositor
- David Cabrera — Guitarra
- Claudia Calle — Fotografía
- Olga Chirino — Coros
- Larry Corbett — Cuerda
- Billy Davis —	Compositor
- Joel Derouin — Cuerda
- Doug Emery — Programador
- Mike Fuller —	Masterizador
- Matt Funes — Cuerda
- Dagoberto González — Fotografía
- Julio Hernández — Bajo
- José Alfredo Jiménez — Compositor
- Lee Levin — Batería
- Lisette Lorenzo — Diseño gráfico
- John Paterno — Ingeniero
- Jossel Calveiro — Ingeniero
- Wendy Pedersen — Coros
- Lalo Rodríguez — Compositor
- Dan Warner — Guitarra